# Robin Aubert
Robin Aubert ( Ham-Nord, Quebec, 13 de maig de 1972) és un actor, director, guionista i poeta quebequès.

## Biografia

### Joventut i formació
És el gran dels cinc fills de Jacques Aubert, empresari de Ham-Nord, conegut especialment com a cofundador i antic president i director de Junex.
A l'institut Le Boisé de Victoriaville, va entrar a l'escenari, al costat de Daniel Grenier i Francis Cloutier, formant junts (el 6 de juny de 1990) el grup d'humoristes Les Chick'n Swell, que es produeix durant uns anys. Aleshores, els seus amics es van matricular a l'Escola Nacional d'Humor, mentre que ell, sense objecció paterna, va estudiar teatre al Sainte-Thérèse.

### Carrera
El 1995, Robin Aubert va actuar en dues sèries de televisió, en dues pel·lícules estrenades el 1996, i es va convertir en l'alter ego del cineasta André Forcier al llargmetratge La Comtesse de Bâton Rouge, després va acabar com el gran guanyador de la Course destination monde (1997-1998), organitzada per la televisió de la SRC… i interpreta el paper principal del petit capo a la presó a la sèrie de televisió Temps dur (en 2004), després es va convertir en escriptor-director de tres llargmetratges, estrenats entre 2005 i 2010, mentre que seguia fent papers en sèries de televisió, entre d'altres.
El 9 d'octubre de 2005, desafiat per l'amfitrió Guy A. Lepage, es va deixar caure els pantalons i va mostrar les natges davant de prop de dos milions d'espectadors durant el popular programa Tout le monde en parle emès per Radio-Canada. Va ser jurat del Gran Premi de ciència-ficció i fantasia del Quebec el 2007.
A finals de 2011, va publicar un recull de poesia, Entre la ville et l'écorce, publicat per L'Oie de Cravan a Montreal.
El 2016, va produir, dirigir i protagonitzar la pel·lícula Tuktuq que es publicarà a les pantalles el 2017. Pel·lícula que imagina les motivacions d'un govern liberal del Quebec per voler desenvolupar l'explotació dels recursos minerals a Nunavik, que fa referència al Pla Nord del govern Jean Charest el 2012. Gran amic del director Jean-Marc Vallée, li va retre un emotiu homenatge.

## Filmografia

### Com a director

#### Lllargmetratges
- 2005 : Saints-Martyrs-des-Damnés
- 2009 : À quelle heure le train pour nulle part
- 2010 : À l'origine d'un cri
- 2016 : Tuktuq
- 2017 : Els afamats[6]
- 2024 : Tu ne sauras jamais[7]

#### Curtmetratges
- 1999 : M comme Maudit Criss
- 1999 : Suzie
- 2000 : Les Frères Morel
- 2000 : Lila
- 2002 : Cadillac clown
- 2007 : Ken Dryden à prix rétro
- 2012 : Tout va mieux
- 2012 : La Mort de John Kordic

### Com a guionista
- 2005 : Saints-Martyrs-des-Damnés
- 2009 : À quelle heure le train pour nulle part
- 2010 : À l'origine d'un cri
- 2017 : Els afamats
- 2024 :Tu ne sauras jamais[7]

### Productor
- 2016 : Tuktuq

### Actor

#### Llargmetratges
- 1996 : Caboose banger : Messager
- 1996 : L'Escorte : Steve
- 1998 : La Comtesse de Bâton Rouge : Rex Prince
- 2000 : Maelström : préposé dans une station d'essence
- 2001 : Sunk
- 2002 : Le Nèg' : Taton
- 2007 : Une année Chick'n Swell  : Jasmin (Air Casquette)
- 2009 : De père en flic : psicòleg
- 2013 : Amsterdam de Stefan Miljevic : Sam
- 2014 : Miraculum : Martin
- 2014 : Les Maîtres du suspense de Stéphane Lapointe : Dany Cabana
- 2015 : Autrui de Micheline Lanctôt : Éloi
- 2015 : Guibord s'en va-t-en guerre : Rodrigue
- 2016 : Tuktuq d'ell mateix : Martin Brodeur, cameraman d'emissions comunitàries
- 2016 : Maudite Poutine : Darkie
- 2018 : Une colonie : Henri
- 2019 : Merci pour tout : Réjean
- 2020 : Mon cirque à moi de Miryam Bouchard : Mandreep

#### Sèries de televisiós
- 1995 : 4 et demi... : Michel Arsenault
- 1995-1997 : Radio Enfer : Léo Rivard
- 2004 : Temps dur : Alain Bergeron
- 2007 - 2009 : Les Invincibles : Damien
- 2011 : Le Gentleman : Sébastien Thompson
- 2017 : L'imposteur: la suite : Gandhi
- 2025 : Ravages : Émile Lebeau

## Distincions

### Premis
- Campió de Course destination monde (1997-1998)
- 2017 : Festival Internacional de Cinema de Toronto - premi al millor llargmetratge canadenc per la pel·lícula Els afamats[6]
- 2018 : Gala Québec Cinéma - Premi Iris a la millor direcció per la pel·lícula Els afamats[8]
- 2018 : Gala Québec Cinéma - Premi Iris a la millor pel·lícula per la pel·lícula Els afamatss[9]
- 2018 : Gala Québec Cinéma - Premi Iris a la millor interpretació femenina (paper secundari) per la pel·lícula Els afamats[9]

### Nominació
Gala Québec Cinéma 2020: Premi Iris al millor actor secundari pel seu paper de Réjean a Merci pour tout

## Poesia
- Entre la ville et l'écorce, Oie de Cravan,  octubre 2011.[11]
- El beso del amor, Oie de Cravan, 17 novembre 2014.[12]

## Teatre
- Le chant de meu, Somme toute, 10 novembre 2014.[13]